# Jornada Mundial de la Juventud 2011
El encuentro internacional de la XXVI Jornada Mundial de la Juventud (JMJ) tuvo lugar en la ciudad de Madrid, capital de España, entre los días 16 y 21 de agosto de 2011. El tema de la JMJ 2011 fue: «Arraigados y edificados en Cristo, firmes en la fe» (cfr. Col 2, 7), y participaron alrededor de 2 000 000 de personas en sus actos centrales.
La Jornada Mundial de la Juventud es un evento organizado por la Iglesia católica que se celebra aproximadamente cada tres años con carácter internacional. Como preparación al encuentro la Cruz de los Jóvenes y el Icono de la Virgen, símbolos de las JMJ, comenzaron el 14 de septiembre de 2009 en Madrid su habitual recorrido por las diócesis del país organizador.
La Jornada Mundial de la Juventud 2011 fue el último gran encuentro internacional de ese tipo presidido por Benedicto XVI, quien aún celebraría la Jornada diocesana de la Juventud el 1 de abril de 2012 en Roma, antes de su renuncia en 2013. La siguiente Jornada Mundial tuvo lugar en 2013 en Río de Janeiro, y fue presidida por el papa Francisco.

## Preparativos

### Anuncio
Benedicto XVI realizó el anuncio oficial el 20 de julio de 2008 en Sídney, durante la ceremonia de la clausura de la XXIII Jornada Mundial de la Juventud. Cada tres años se celebra uno de estos encuentros internacionales alternando hasta ahora sedes entre Europa y el resto de continentes.
Es la segunda vez que España acoge el encuentro internacional. La IV Jornada Mundial de la Juventud se celebró ya en Santiago de Compostela en 1989.

### Patronos
El papa Benedicto XVI nombró copatronos de estas jornadas a san Rafael Arnaiz Barón, san Francisco Javier, san Isidro Labrador, santa María de la Cabeza, santa Teresa de Ávila, san Ignacio de Loyola, san Juan de Ávila, santa Rosa de Lima, san Juan de la Cruz y el beato Juan Pablo II.

### Himno, logotipo y sello conmemorativo

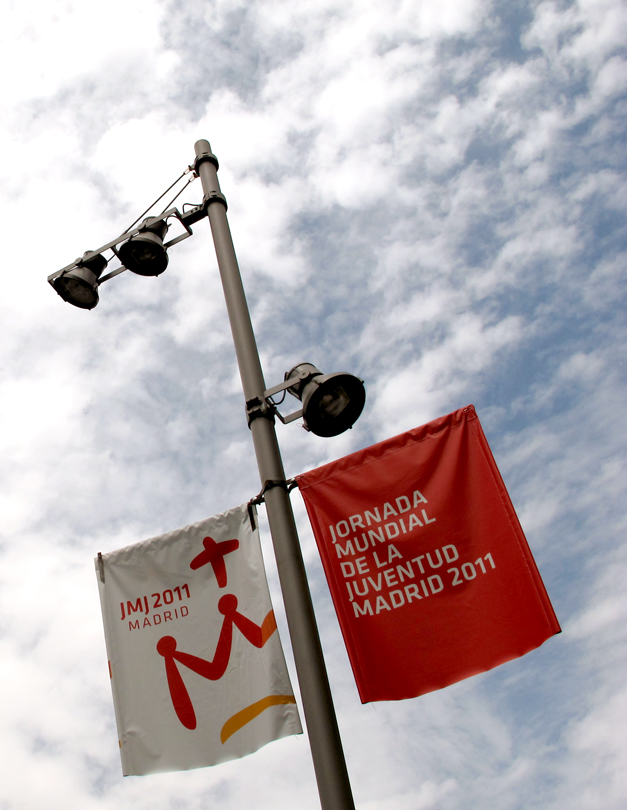
Banderolas en la calle Serrano de Madrid durante los días de la Jornada Mundial de la Juventud Madrid 2011.

El Consejo Pontificio para los Laicos aprobó el 25 de mayo de 2010 la propuesta del Arzobispado de Madrid de Himno para la JMJ Madrid 2011. El título es Firmes en la fe, el compositor es Enrique Vázquez Castro y el autor de la letra Mons. César Augusto Franco Martínez, obispo auxiliar de Madrid y Coordinador General de la JMJ Madrid 2011. El himno se publicó en la web y se dio a conocer en un acto celebrado en la Almudena durante el día 8 de noviembre de 2010.
El logotipo del evento fue presentado en el Arzobispado de Madrid el 30 de julio de 2009. Se eligió mediante un concurso dirigido a diseñadores gráficos profesionales que ejercían en España. El proyecto ganador fue realizado por el diseñador valenciano José Gil-Nogués Villén. Representa a jóvenes de todo el mundo que se reúnen para celebrar la fe cristiana junto al papa, dispuestos con la forma de la corona de la Virgen de la Almudena, patrona de Madrid. La corona se identifica con la M, inicial tanto de la Virgen María como de Madrid, y sobre ella se encuentra la cruz cristiana. Se escogió una paleta de colores cálidos (rojo, naranja y amarillo) para transmitir calidez, y el tipo de letra Klavika por su sobriedad y alta legibilidad en soportes físicos y digitales.
La Sociedad Estatal Correos y Telégrafos española, para conmemorar este evento, imprimió dos sellos de 0,80€ con el logotipo de la Jornada y en emisión conjunta con la Ciudad del Vaticano.

### Coro y orquesta
Una de las novedades de la Jornada Mundial de la Juventud 2011 ha sido la creación de una nueva orquesta sinfónica y un coro ex profeso para los días de esta jornada: a través de una iniciativa de Música para todos y su director Pedro Alfaro, se constituyó este grupo musical formado por músicos profesionales y estudiantes para preparar el evento.
A la prueba de selección se presentaron más de 700 músicos, de los que seleccionaron un coro de 170 integrantes y una orquesta de 80 músicos que, a pesar del ofrecimiento de otros coros y otras orquestas de prestigio internacional, participaron en los actos presididos por el Benedicto XVI en Madrid, aunque también en la misa de bienvenida del Martes 16 de agosto y en la misa preparatoria "a los 100 días de la JMJ", en mayo de 2011.
Su inauguración oficial fue en un concierto en el Auditorio Nacional de España el 1 de junio de 2011.
Su director es el músico español Borja Quintas, con la colaboración de Marina Makhmoutova como directora de coro.

### Recorrido de la Cruz
La Cruz de las Jornadas Mundiales de la Juventud fue entregada a representantes de los jóvenes católicos españoles el 5 de abril de 2009, Domingo de Ramos y XXIII Jornada Mundial de la Juventud por jóvenes australianos en la Ciudad del Vaticano en presencia del papa.
El 14 de septiembre, fiesta de la exaltación de la Santa Cruz, comenzó la peregrinación de la Cruz de los Jóvenes y del Icono de la Virgen por los diferentes arciprestazgos de la archidiócesis de Madrid. Este recorrido se prolongó hasta finales de marzo de 2010 para a partir de entonces iniciar su itinerario por todo el país.

## Estructura organizativa
Desde sus inicios, la organización de la Jornada Mundial de la Juventud corresponde al Pontificio Consejo para los Laicos. En el momento de la organización de la Jornada de Madrid su presidente era el cardenal Stanisław Ryłko (Polonia), el secretario Mons. Josef Clemens (Alemania); el subsecretario Prof. Guzmán Carriquiry (Uruguay) y el director de la sección Jóvenes, P. Eric Jacquinet (Francia).

### Comité Organizador Local
La preparación directa de la Jornada Mundial de la Juventud se confió al Comité Organizador Local (COL), presidido por el cardenal Antonio María Rouco Varela, arzobispo de Madrid, y dirigido por el coordinador general Mons. César Augusto Franco Martínez, obispo auxiliar de Madrid.
El Comité estaba compuesto por Mons. Fidel Herráez y Mons. Juan Antonio Martínez Camino, obispos auxiliares de Madrid, y contaba con la participación de Javier Cremades, organizador de los Actos Centrales; Yago de la Cierva, director ejecutivo; Joaquín Díaz, director de Logística; Carla Diez de Rivera, directora de Cultura; Fernando Giménez Barriocanal, director financiero; Javier Igea, responsable de las actividades en las diócesis; Ángel Matesanz, encargado de la preparación pastoral; Gregorio Roldán, secretario general y responsable de acogida y Rafael Rubio, director de comunicación.

### Comité Operativo
También se creó un Comité Operativo (COP), presidido por el Coordinador General y coordinado por el director Ejecutivo, encargado de controlar la implementación de los trabajos preparatorios según un calendario y coordinar a las diferentes áreas implicadas en la organización.
Estas áreas se dividían de la siguiente forma: Acogida, Alojamientos, Transporte, Infraestructuras, Seguridad y Acreditaciones, Manutención, Sede de Cibeles, Sede de Recoletos, Sede de Cuatro Vientos, Sedes complementarias, Contenidos de Actos Centrales, Ambientación Ciudadana, Cultura, Voluntarios, Días en las Diócesis, Comunicación y Operaciones de los Medios.

## Desarrollo del evento

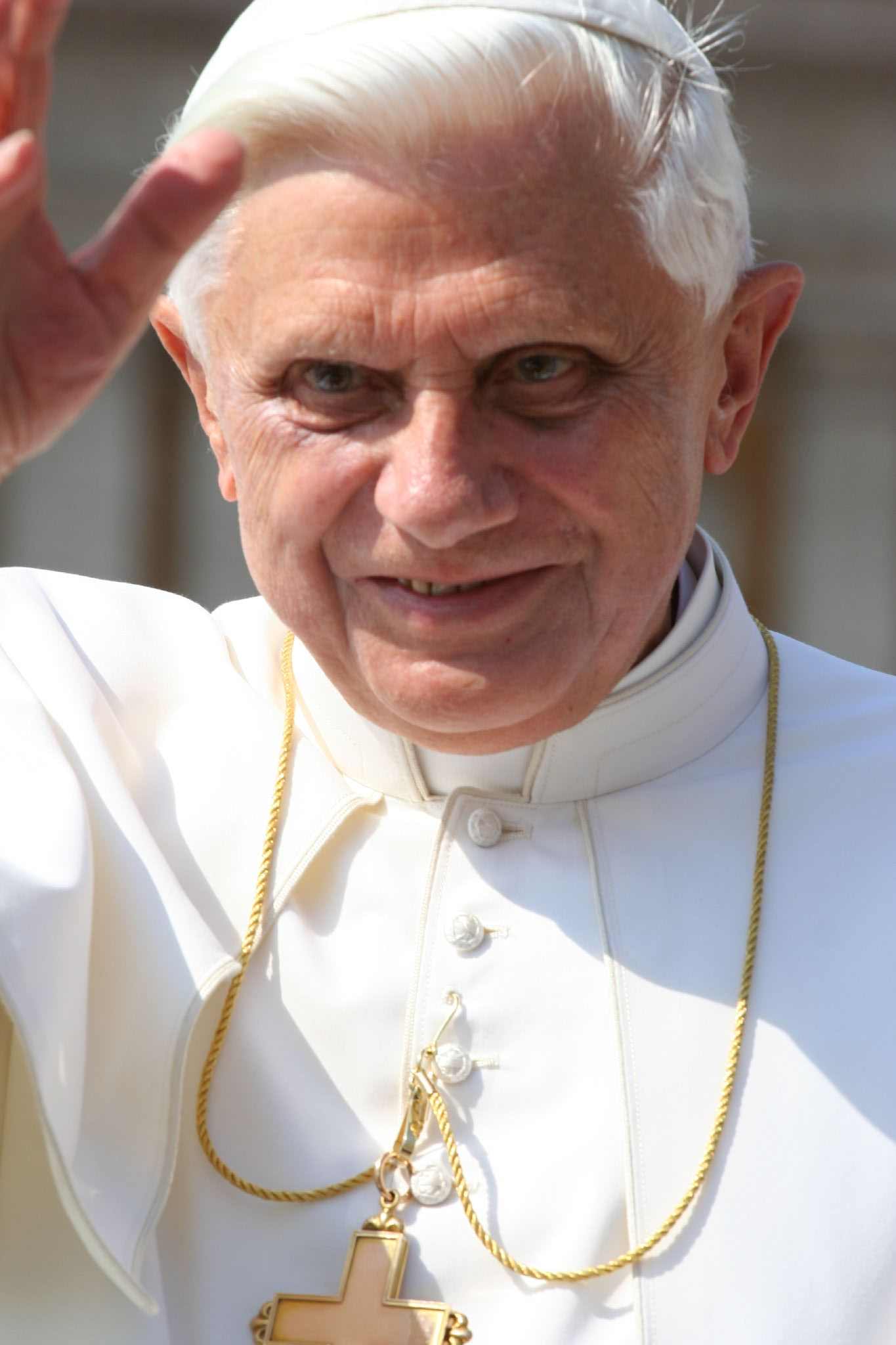
El papa Benedicto XVI llegó el jueves 18 de agosto a la ciudad de Madrid.

### Martes 16 de agosto, inicio de la JMJ
Los peregrinos, que desde días antes participaban ya en los encuentros "Días en las Diócesis", empiezan a llegar a Madrid. Desde primera hora de la mañana del día 16 los peregrinos y los grupos inscritos en las jornadas pudieron recoger sus acreditaciones y las llamadas "mochilas del peregrino" en los lugares indicados por la organización.
Más tarde, a las 20:00 horas tuvo lugar la misa de inauguración presidida por el cardenal Antonio María Rouco Varela, arzobispo de Madrid y concelebrada por más de 800 obispos y 8000 sacerdotes participantes en la JMJ, en la plaza de Cibeles. Allí se congregaron más de medio millón de jóvenes, por lo que tanto la plaza como las calles aledañas tuvieron que ser cerradas al tráfico. La misa también pudo seguirse a través de veintisiete pantallas gigantes que se instalaron en diversos puntos de la ciudad.
El evento estuvo presidido en todo momento por una imagen gigante de la Virgen de la Almudena y una reliquia del beato Juan Pablo II que fue regalada para la ocasión y que desde entonces permanece en la catedral de Madrid.
Para el acto, se instauró un altar en un escenario construido para la ocasión delante del Palacio de Comunicaciones además de una estructura donde se situó el coro y la orquesta con 180 voces y 70 músicos.

### Miércoles 17 de agosto, catequesis de los obispos

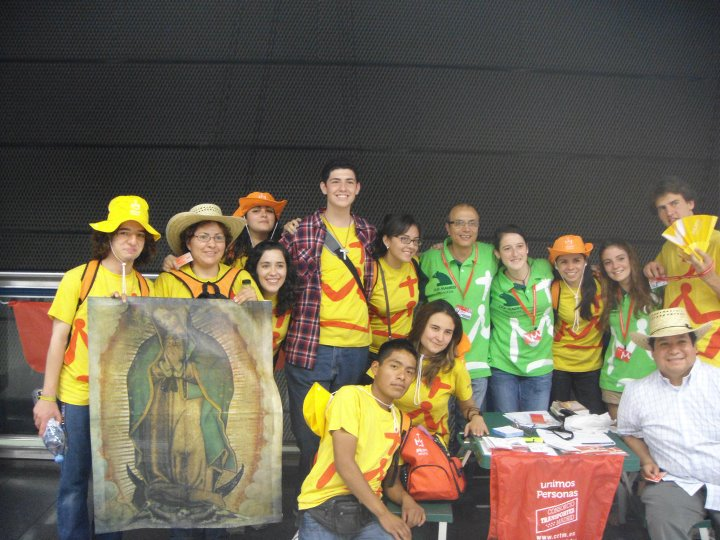
Jóvenes mexicanos participantes de la JMJ en una de las estaciones del metro.

Durante la jornada del 17 de agosto, los peregrinos, repartidos en grupos según su idioma, recibieron catequesis de obispos en diferentes iglesias de la ciudad, así como colegios, auditorios y polideportivos que fueron cedidos por el Ayuntamiento de Madrid. En total, se prepararon 285 lugares para estas charlas.
El resto de la agenda, consistió en diferentes actividades culturales, como conciertos, exposiciones o visitas a museos.

### Jueves 18 de agosto, llegada del papa a Madrid
Benedicto XVI llegó a Barajas puntualmente a mediodía, donde le esperaba una multitud formada por más de dos mil peregrinos para recibirle, acompañados de un grupo de niños vestidos con los uniformes de la guardia suiza.  Ya en suelo español, fue recibido por los reyes de España que le acompañaron hasta el pabellón de Estado de la Terminal 4, donde fue saludado por el presidente del gobierno José Luis Rodríguez Zapatero y otras autoridades políticas y eclesiásticas.
Tras las palabras de bienvenida de Juan Carlos I, el papa pronunció su primer discurso centrado en los jóvenes haciendo hincapié en la situación social que están viviendo en el marco de una crisis económica. Tuvo también palabras para aquellos que "por causa de su fe en Cristo sufren la discriminación" y pidió por un "clima de respetuosa convivencia" entre las distintas ideologías. Sobre la conyuntura económica actual, mencionó que esta "es también una crisis de ética y sin ella la economía no puede funcionar. El hombre tiene que ser el centro de la economía y no al revés".
Tras su primer mensaje, Benedicto XVI hizo un recorrido por las calles de Madrid hasta llegar hasta la nunciatura, su alojamiento durante las jornadas y sede diplomática de la Santa Sede, para descansar hasta la bienvenida oficial que tendía lugar en el centro de la capital horas más tarde.
A las 19 horas, el papa salía del palacio del nuncio hacia la Puerta de Alcalá en el habitual papamóvil. Por el camino, cientos de miles de personas esperaban para verle pasar y acompañarle hasta llegar a la puerta, donde fue recibido por el alcalde de la ciudad, Alberto Ruiz-Gallardón quien le entregó las llaves de la ciudad, siendo el segundo pontífice en la historia que recibe tal distinción. Tras lo cual, Benedicto XVI acompañado de cincuenta jóvenes de los cinco continentes, cruzaron el monumento por su arco central representando simbólicamente la entrada en Madrid. En este punto, recibía su llegada la Banda de Música de Zamarrilla de la ciudad de Málaga, interpretando música española "El Baile de Luis Alonso" y "La Vida Breve", con cuya música se llevó a cabo un espectáculo ecuestre andaluz para su santidad. Recibió también un esqueje de olivo como símbolo de fe.
Desde allí, hizo un recorrido hasta llegar a Cibeles, donde le esperaban miles de personas que abarrotaban la plaza así como la calle de Alcalá y el Paseo de Recoletos. Allí tuvo lugar un acto de bienvenida por parte del arzobispo de Madrid y de jóvenes de los cinco continentes en sus lenguas maternas. Cada uno, ofrecía un regalo de sus países de referencia: pan y la sal, símbolo de acogida en Polonia; una guirnalda de flores típica de las islas del Pacífico, un bacalao con arroz coreano, un sarepe hondureño, regalo de amistad que identifica a los pueblos americanos y granos de café envueltos el hojas de plátano, obsequio de bienvenida africano. Se procedió a escuchar la lectura de la Parábola de la casa sobre la roca, del Evangelio de Mateo.
El papa, antes de terminar la fiesta de acogida, pronunció su segundo discurso ante los asistentes. En él, invitaba a los jóvenes a aprovechar esos días para encontrarse con Cristo, edificando la fe sobre bases sólidas (haciendo referencia a la parábola antes mencionada) para mostrar así "una alternativa válida a tantos como se han venido abajo en la vida, porque los fundamentos de su existencia eran inconsistentes. A tantos que se contentan con seguir las corrientes de moda, se cobijan en el interés inmediato, olvidando la justicia verdadera, o se refugian en pareceres propios en vez de buscar la verdad sin adjetivos."
También hizo mención implícita al aborto y la eutanasia, criticando aquellos que "creyéndose dioses, piensan no tener necesidad de más raíces ni cimientos que ellos
mismos. [Éstos] desearían decidir por sí solos lo que es verdad o no, lo que es bueno o malo, lo justo o lo injusto; decidir quién es digno de vivir o puede ser sacrificado en aras de otras preferencias". Benedicto XVI recalcó que es importante no sucumbir ante esas tentaciones y rezar por aquellos que no creen o se han alejado de la Iglesia.

### Viernes 19 de agosto, Vía Crucis en Cibeles
Durante la madrugada del 19 de agosto, procesionaron distintas imágenes religiosas de las ciudades más representativas de la Semana Santa española desde los templos donde se encontraban hasta la zona donde se celebró el vía crucis programado para esa tarde.  El vía crucis contó con la presencia de la Última Cena de Murcia de Francisco Salzillo, el Beso de Judas de Málaga de Antonio Castillo Lastrucci, las Negaciones de S. Pedro de Orihuela de Federico Collaut-Valera, Jesús sentenciado a muerte de Madrid obra anónima, Jesús cargado con la Cruz también de Madrid y obra de José R. Fernández-Andés, Jesús cae bajo la Cruz de Úbeda de Mariano Benlliure,  El Cirineo ayuda a Jesús paso de León de autor anónimo, La Verónica enjuga el rostro de Jesús venido desde Jerez de la Frontera y obra de Francisco Pinto, Jesús despojado de sus vestiduras de Granada y obra de Manuel Ramos Corona, Jesús clavado en la Cruz de Zamora esculpido por Ramón Álvarez, Jesús muere en la Cruz venido de Málaga y obra de Francisco Palma Burgos, el descendimiento de Cuenca de Luis Marco Pérez, Jesús en brazos de su madre de Valladolid de Gregorio Fernández, Jesús es sepultado de Segovia de Gregorio Fernández también. Además formó parte del cortejo la Virgen de Regla venida de Sevilla y atribuida a Luisa Roldán. Todas la imagen que se encontraba expuesta en Madrid con motivo de la JMJ, pudieron ser visitada por más de 60.000 personas. Destacó el Cristo de la Buena Muerte, cedido por su cofradía de Málaga, que fue trasladado a hombros de legionarios por las calles madrileñas desde la Iglesia del Sacramento (Madrid) Catedral Castrense.  También destacó la imagen de María Santísima de Regla, de la Hermandad de los Panaderos de Sevilla, la cual hizo su procesión bajo su paso de palio, a lo que se sumó un apropiado y escogido repertorio musical, siendo la imagen ante la que el papa rezó dentro del protocolo preparado para tal evento. 
Al comienzo de la jornada, antes de partir al Monasterio de El Escorial, Benedicto XVI se reunió en un encuentro de cortesía con el rey Juan Carlos I en el Palacio de la Zarzuela, donde fue recibido por la familia real. Tras el intercambio de regalos protocolario, ambos intercambiaron unas palabras comentando nuevamente sobre los problemas que afronta la juventud y la necesidad de transmitir un mensaje de esperanza ante la falta de estímulos.
Ya en El Escorial, el papa se reunió con más de mil religiosas de distintas órdenes, algunas de ellas extranjeras. Ante ellas pidió por la "radicalidad evangélica",  esto es, "a ir a la raíz del amor a Jesucristo con un corazón indiviso, sin anteponer nada a ese amor", que se expresa en la vida contemplativa y la educación de niños, el cuidado de los ancianos y enfermos, la defensa de la vida, anunciar la paz y la caridad, y la labor misionera, entre otros campos de la misión eclesial.
Allí también se reunió con profesores universitarios, con los que tuvo unas palabras y defendió que la Universidad debía ser no un lugar donde permanezca únicamente el utilitarismo y el pragmatismo, sino ser el lugar en el que se busca la verdad propia del ser humano. El papa les pidió ser sencillos y eficaces.
El sumo pontífice tuvo un almuerzo con el presidente del gobierno en la nunciatura siendo esta la cuarta vez que ambos líderes se reunieron. Mientras tanto, en el marco de las actividades por la Jornada Mundial de la Juventud, La Moncloa ofrecía un almuerzo al secretario de Estado de la Santa Sede, Tarcisio Bertone, donde el ministro de la Presidencia, Ramón Jáuregui pidió la colaboración de la Iglesia católica para transformar el Valle de los Caídos en un lugar de reconciliación, sin quitar, eso sí, el uso del monumento como basílica ni impedir la presencia a la congregación benedictina que en él se encuentra.

#### Vía Crucis

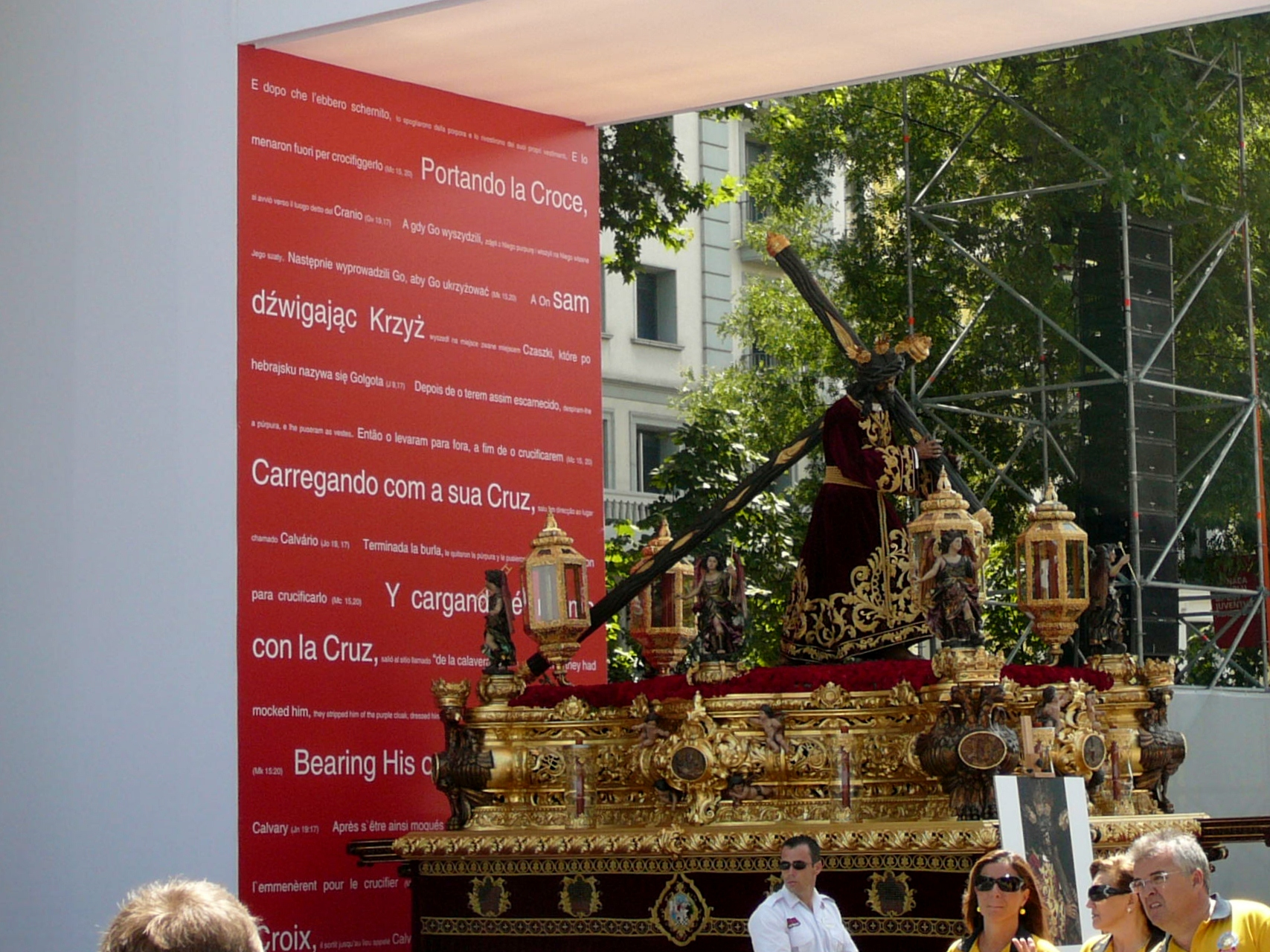
Estación del vía crucis, con una imagen procesional de la Semana Santa española, en este caso el Señor del Gran Poder, de Madrid.

A las 19:30, el papamóvil aparecía por la Avenida de Colón, donde daba comienzo un evento inédito en la historia de las Jornadas Mundiales de la Juventud: la celebración de un vía crucis para el cual se habían reunido quince imágenes de alto valor artístico en cada una de sus estaciones y una imagen de la Virgen María. El papa recorrió los 700 metros que separan Colón de la plaza de Cibeles a paso reducido hasta llegar al escenario, aclamado por cientos de miles de personas, 600.000 según la organización.
La comitiva procesional está encabezada por la Cruz de los Jóvenes, que es llevada por grupos de personas deteniéndose en cada una de las estaciones de la Pasión de Cristo. Los jóvenes portadores fueron seleccionados por proceder de países donde los cristianos son perseguidos o sufren dificultades, así como aquellos que han sufrido por causa de los desastres naturales o las guerras.  Además, en cada estación, se leían pasajes del Evangelio relativos a las escenas representadas junto con reflexiones y comentarios que fueron redactados por las Hermanas de la Cruz:
Estación I: La Santa Cena de Francisco Salzillo, 1763 (Cofradía de Nuestro Padre Jesús Nazareno. Murcia)
En la primera de las estaciones del vía crucis se rememoró la frase de Jesús: «Que os améis unos a otros» (Jn 13, 34), pidiendo porque la Iglesia viva unida y en paz, cese toda persecución y discriminación por causa de la fe, y todos los que creen en un único Dios vivan, en justicia, la fraternidad.
Estación II: El beso de Judas de Antonio Castillo Lastrucci, 1963 (Hermandad de Nuestro Padre Jesús del Prendimiento y María Santísima del Gran Perdón. Málaga)
La traición es el centro de esta imagen procesional. Las palabras de las Hermanas de la Cruz invitan a acudir a Jesús, quien hizo suyas dolorosas traiciones, si se siente en carne propia la traición o "el terrible sufrimiento provocado por la división entre hermanos y la lucha fratricida".
Estación III: La Negación de San Pedro de Federico Coullaut-Valera, 1958 (Hermandad de Nuestro Padre Jesús en el Paso del Prendimiento. Orihuela. Alicante)
"Un cristiano tiene que ser un valiente. Y ser valiente no es no tener miedos, sino saber vencerlos. El cristiano valiente no se esconde por vergüenza de manifestar en público su fe". Con estas palabras se rezó para que los cristianos que no reconozcan su fe ante los demás hagan acopio de valor y sean testigos convencidos de lo que creen.
Estación IV: Jesús de Medinaceli, Anónimo, siglo XVII (Cristo de Medinaceli. Madrid)
Jesús, al ser torturado por crímenes que no cometió, no se queja. En este silencio, afirmaron, se encuentran presentes todas las víctimas de las guerras que arrasan los pueblos y siembran el odio.
Estación V: Nuestro Padre Jesús del Gran Poder de José Rodríguez y Fernández-Andes, 1942 (Hermandad y Cofradía de Nazarenos de Nuestro Padre Jesús del Gran Poder y María Santísima de la Esperanza Macarena, de Madrid).
En esta estación las reflexiones se centraron en el sufrimiento de Jesús cargando la cruz. Con este acto, Cristo hizo suyo "el cansancio, el agotamiento y la desesperanza de los que no encuentran trabajo, así como de los inmigrantes que reciben ofertas laborales indignas o inhumanas, que padecen actitudes racistas o mueren en el empeño por conseguir una vida más justa y digna."
Estación VI: Cristo Caído camino del Calvario de Mariano Benlliure y Gil, 1942 (Muy Ilustre Cofradía de Nuestro Padre Jesús de la Caída y María Santísima de la Amargura. Úbeda, Jaén)
Las Hermanas de la Cruz afirmaron que del mismo modo que Jesús se cayó transportando la cruz, las personas deben levantarse. Se animó a aquellas personas que tropiezan en la vida, y que son víctimas del alcohol, las drogas y otros vicios, para que apoyados en Cristo, se levanten.
Estación VII: Nuestro Padre Jesús Nazareno, obra atribuida a Gregorio Fernández, siglo XVII (Cofradía del Dulce nombre de Jesús Nazareno. León)
Los asistentes recordaron aquí a aquellas personas que ayudan a lo largo de su vida a los necesitados, a los marginados de la sociedad, de toda raza, credo o condición.
Estación VIII: Nuestro Padre Jesús de las Misericordias de Francisco Pinto Berraquero, 1976 (Cofradía de La Candelaria. Jerez de la Frontera, Cádiz)
En la imagen procesional, Jesús se compadece de las mujeres de Jerusalén, y en el paño de la Verónica deja plasmado su rostro. Según el texto pronunciado, este hecho evoca el rostro de tantos que son privados de su libertad y dignidad en distintos regímenes dictatoriales en el mundo.
Estación IX: Jesús Despojado de sus Vestiduras de Manuel Ramos Corona, 1989 (Cofradía de Nazarenos de Nuestro Padre Jesús Despojado de sus Vestiduras. Granada)
"Los vestidos no sólo cubren el cuerpo, sino también el interior de la persona, su intimidad, su dignidad", dijeron. En este sentido, se recordó a los que padecen con los sufrimientos de las víctimas de genocidios humanos, de violaciones y abusos sexuales, y en los crímenes contra niños y adultos.
Estación X: La Crucifixión de Ramón Álvarez Moretón, 1884 (Cofradía de Jesús Nazareno. Zamora)
Jesús en la cruz acoge el sufrimiento de todos los que están pasando dolorosas situaciones, "como tantos padres y madres de familia, y tantos jóvenes, que, por falta de trabajo, viven en la precariedad, en la pobreza y la desesperanza, sin los recursos necesarios para sacar adelante a sus familias y llevar una vida digna."
Estación XI: Cristo de la Buena Muerte y Ánimas (Cristo de la Legión) de Francisco Palma Burgos, 1942 (Congregación de Mena. Málaga)
Según la tradición católica, Jesús muere en la cruz por los pecados de la humanidad. En esta estación, se preguntaron si ante tantas personas que sufren distintas discapacidades, están haciendo lo suficiente por extender y proclamar la dignidad de la persona.
Estación XII: El Descendimiento de Luis Marco Pérez, 1945 (Hermandad del Santísimo Cristo de la Salud. Cuenca)
El imaginero Marco Pérez muestra a un Cristo muerto en su talla. Las palabras de las Hermanas de la cruz se centran en que Jesús comparte la suerte de tantos que por distintos motivos,  han sido considerados la escoria de la Humanidad. Entre otros, las víctimas del sida.
Estación XIII: La quinta Angustia de Gregorio Fernández, 1625 (Cofradía Penitencial de Nuestra Señora de la Piedad. Valladolid)
La estación muestra el pasaje bíblico en el que María sostiene en brazos a Jesús yacente. Según sus palabras, "como tantos padres y madres que han perdido a sus hijos por el hambre."
Estación XIV: Cristo Yacente de Gregorio Fernández, siglo XVII (Feligresía de San Andrés. Segovia)
Finalmente, en la última estación del vía crucis, se recordó a aquellos buenos samaritanos de todo el mundo que ayudan y comparten las consecuencias de los desastres naturales.
Soledad de la Virgen: María Santísima de Regla atribuida a Luisa Roldán (La Roldana), siglo XVII  (Hermandad de Los Panaderos. Sevilla)
Tras recorrer las distintas estaciones, el papa pronunció un discurso ante los asistentes que se habían congregado en el centro de la capital. En él, y en referencia al vía crucis, mostró su admiración ante las "extraordinarias imágenes del patrimonio religioso de las diócesis españolas".  "Son imágenes donde la fe y el arte se armonizan para llegar al corazón del hombre e invitarle a la conversión. Cuando la mirada de la fe es limpia y auténtica, la belleza se pone a su servicio y es capaz derepresentar los misterios de nuestra salvación hasta conmovernos profundamente y transformar nuestro corazón", afirmó.
La Pasión de Cristo, según palabras del pontífice, impulsa a los hombres cargar sobre sus hombros el sufrimiento del mundo, con la certeza de que Dios no es alguien distante o lejano del hombre y sus vicisitudes. En este sentido pidió a los jóvenes que no pasen de largo ante el sufrimiento humano, cuyas diversas formas consideró que son llamadas de Dios para edificar sus vidas siguiendo sus huellas y hacer de los hombres signos de consuelo y salvación. "Sufrir con el otro, por los otros, por el amor de la verdad y la justicia; sufrir a causa del amor, son elementos fundamentales de la humanidad, cuya pérdida destruiría al hombre en sí mismo", dijo el papa.
|                       |
| Sagrada Cena, Murcia. |

|                     |
| Gran Poder, Madrid. |

|                                                                        |
| Nuestro Padre Jesús de las Misericordias, Jerez de la frontera, Cádiz. |

|                                  |
| Cristo del Prendimiento, Málaga. |

|                               |
| Cristo de Medinaceli, Madrid. |

|                                  |
| Cristo de la Caída, Úbeda, Jaén. |

|                    |
| El Nazareno, León. |

|                         |
| Cristo de Mena, Málaga. |

|                                 |
| La Quinta Angustia, Valladolid. |

|                              |
| La Virgen de Regla, Sevilla. |

### Sábado 20 de agosto, vigilia con los jóvenes
Las cofradías retrasaron el retorno en procesión de las imágenes hasta sus templos hasta la madrugada del 20 de agosto para evitar que hubiese incidentes o protestas por parte de los grupos laicistas que se congregaban en contra de la visita papal en algunas zonas de la ciudad. A pesar del retraso, nuevamente se pudieron contemplar los quince cortejos procesionales por las calles de Madrid, en una imagen atípica en agosto.

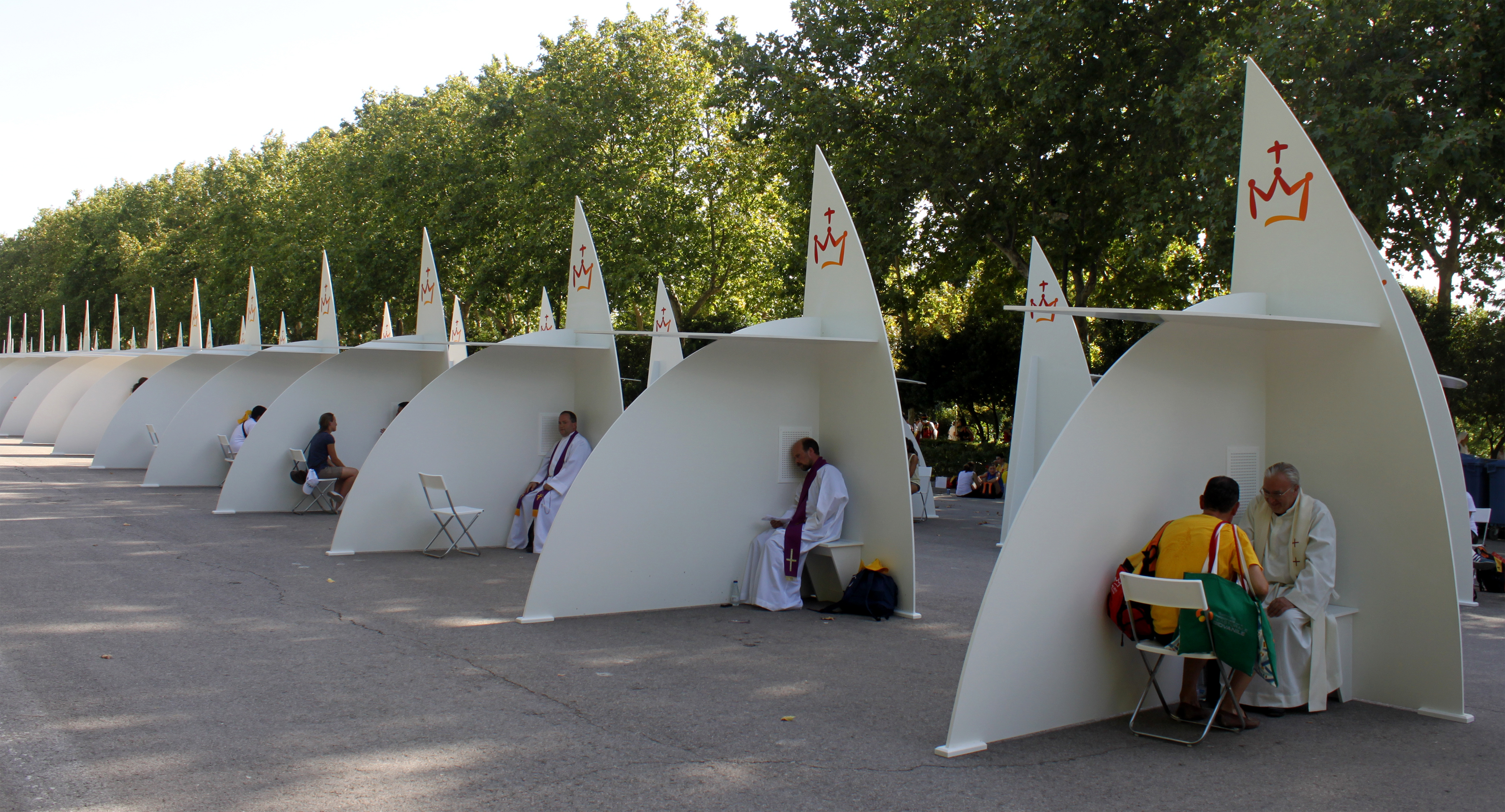
200 confesionarios fueron instalados en El Retiro.

Por la mañana el papa se dirigió al Parque del Retiro, donde se habían instalado 200 confesionarios y donde se administraba el sacramento de la confesión desde el inicio de las jornadas,  para confesar a cuatro jóvenes.  Desde allí partió hasta la Catedral de la Almudena para dar una misa en presencia de 5.000 seminaristas.
A los futuros sacerdotes les pidió que no se dejen "intimidar por un entorno en el que se pretende excluir a Dios", y que continúen adelante con su labor sólo si están convencidos de la llamada de Dios. También, Benedicto XVI defendió la importancia de ser santos, para no crear una contradicción entre la realidad y lo que quieren significar. Durante la celebración religiosa, el pontífice anunció el nombramiento de San Juan de Ávila, patrón de los sacerdotes españoles y cuyas reliquias descansan en ese mismo templo, como doctor de la Iglesia.

#### Visita a la Fundación Instituto S. José
Por la tarde, el sumo pontífice visitó la Fundación Instituto San José, centro de atención a personas con discapacidad de la Orden Hospitalaria de San Juan de Dios. Allí saludó a los presentes y escuchó el testimonio de un joven con discapacidad, quien relató su experiencia y cómo el amor de sus familiares hizo que, aun sabiendo "que podía ser un obstáculo para sus vidas siguieron adelante". Eso, según sus palabras, les ha ayudado a superarse y no rendirse nunca.
Tras sus testimonio, el papa afirmó que los enfermos "son la imagen de Dios". Les instó a seguir firmes afirmando que la vida también es grande cuando irrumpe en ella el sufrimiento.

#### Vigilia con el papa

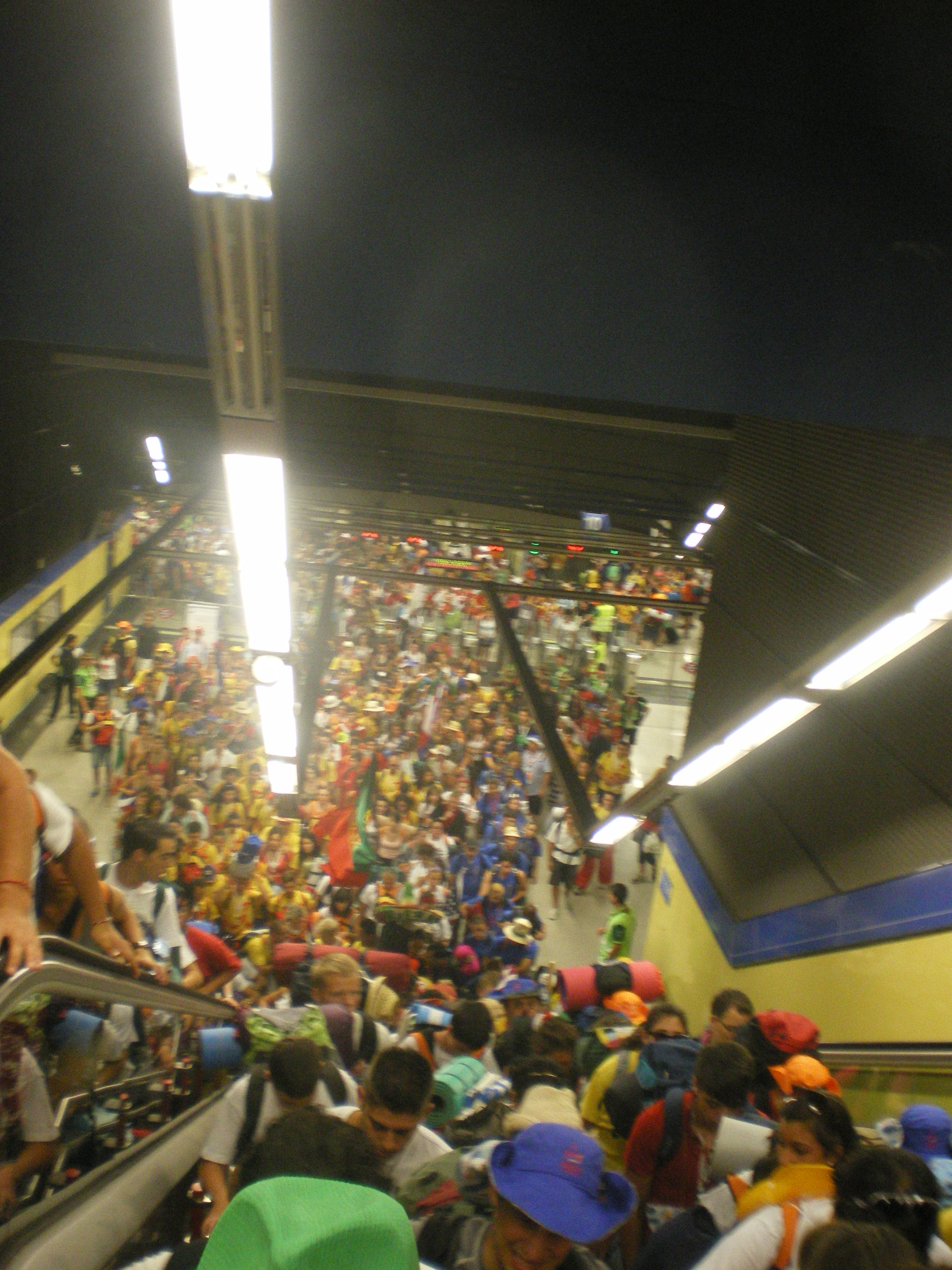
Peregrinos llenan la estación de Aviación Española, cercana al aeródromo.

Desde tempranas horas de la mañana, los peregrinos comenzaban a llegar al aeródromo de Cuatro Vientos para la celebración de una vigilia de adoración eucarística al Santísimo Sacramento. Pronto se desbordaron todas las previsiones de asistencia, hasta tal punto que empiezan a situar gente en las zonas donde no se había habilitado terreno inicialmente. En total, más de 1.000.000 se concentraban antes de las siete de la tarde, una hora y media antes del comienzo de la vigilia, que se convertiría en el mayor evento católico de la historia de España.   El Ayuntamiento de Madrid puso a disposición de los asistentes líneas express de autobuses circulares que conectaban el intercambiador de Aluche con Cuatro Vientos, aunque muchos jóvenes prefirieron recorrer a pie los 12,6 kilómetros que lo separan el centro de la capital.
La asistencia masiva coincidió con una jornada especialmente calurosa en Madrid, rozando los 40 grados centígrados, por lo que los bomberos tuvieron que refrescar empleando chorros de agua. Aun así, y pese a las constantes recomendaciones de los servicios de emergencia, más de seiscientos cincuenta peregrinos tuvieron que ser atendidos por golpes de calor.

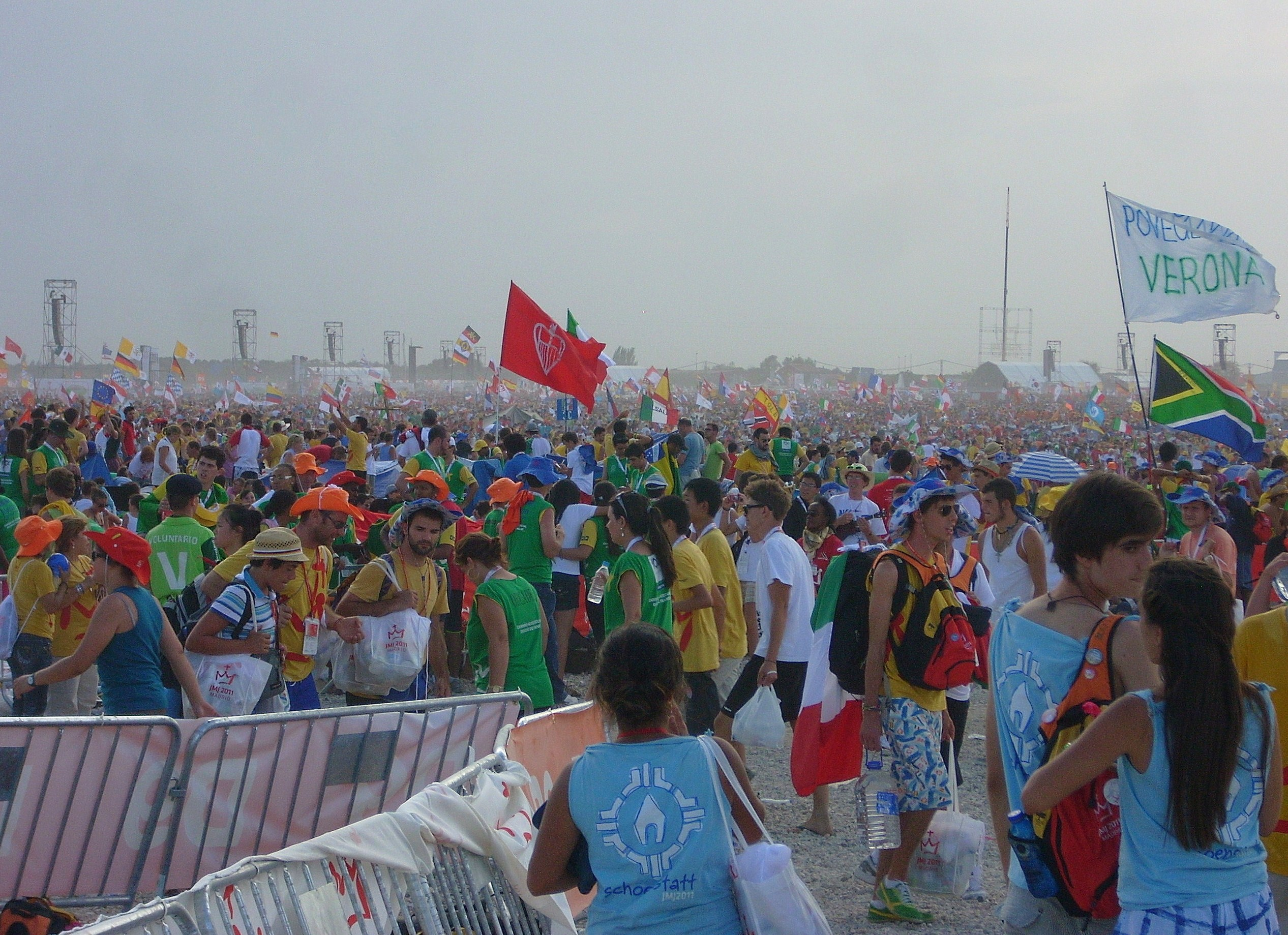
El aeródromo de Cuatro Vientos albergó los actos más multitudinarios de la JMJ.

Al acto comenzó con la llegada del papa y una procesión que llevó la Cruz de los Jóvenes hasta el altar, que estaba formado por un escenario en el que se encontraba un árbol metálico luminoso de grandes dimensiones. El escenario había sido preparado por el arquitecto Ignacio Vicens, experto en arquitectura efímera, que ya colaboró en anteriores jornadas de la Juventud con Juan Pablo II.  Allí, jóvenes de distintas partes del mundo le realizaron distintas preguntas relacionadas con la fe y la Iglesia. Tras ese momento, una fuerte tormenta hizo acto de presencia en Madrid llegando incluso a volar el solideo (el pequeño gorro papal) que portaba Benedicto XVI. Ante tal situación, el pontífice se detuvo a esperar que amainara la lluvia y el viento, que hacía imposible la continuación del acto, por lo que se anunció por megafonía que se esperaría un momento. En el aeródromo estaban congregados, según estimaciones, alrededor de 1,5 o 2 millones de personas.
El fuerte viento que corría en ese momento hizo necesaria la intervención de los bomberos para asegurar una estructura que se encontraba en el altar, ante el peligro que se pudiese desprender alguna pieza. Una de las carpas que se habían instalado se desplomó por causa del fuerte viento hiriendo levemente a siete personas, que no necesitaron ser atendidas por los servicios sanitarios de urgencia en el sitio.

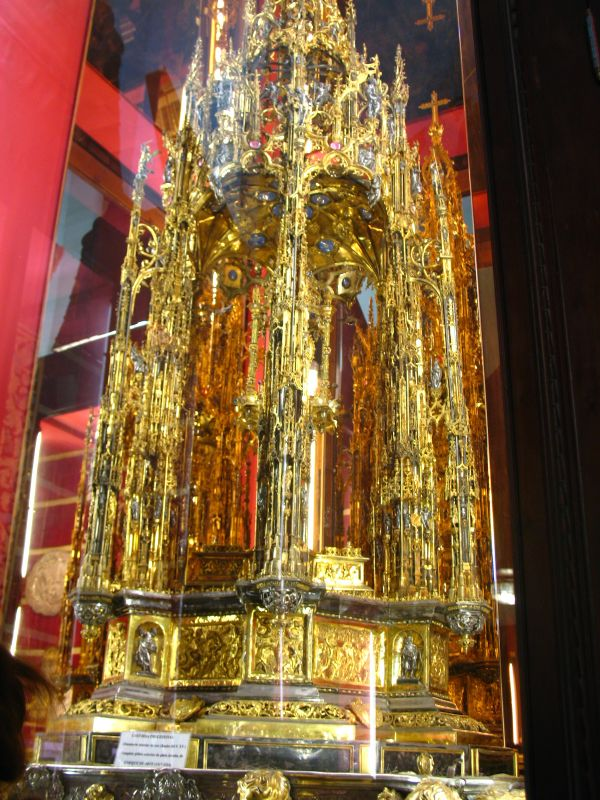
La custodia de la Catedral de Toledo se utilizó en la vigilia.

Dejó de llover y Benedicto XVI comenzó a hablar para agradecer a la juventud su aguante ante la tormenta: "Queridos amigos, gracias por vuestra alegría y resistencia" le dice a la multitud. "Vuestra fuerza es mayor que la lluvia. Gracias". "El señor con la lluvia está dando muchas bendiciones". Tras sus palabras, da comienzo la vigilia, donde el papa, y los presentes se arrodillaron y empezaron a rezar ante el Santísimo Sacramento en la custodia de la Catedral de Toledo.
La lluvia volvió a hacer acto de presencia y el acto terminó reduciendo considerablemente el tiempo y las actividades que se habían planeado, quedando sin responder momentáneamente las preguntas de los jóvenes, que se despidieron junto al papa. Este último llamó a la participación al día siguiente en la misa que oficiaría en el mismo lugar y afirmó que él y los allí presentes habían vivido una gran aventura juntos. A los pocos minutos, la organización hizo público el discurso que iba a pronunciar Benedicto XVI junto con las respuestas a las preguntas que le formularon.

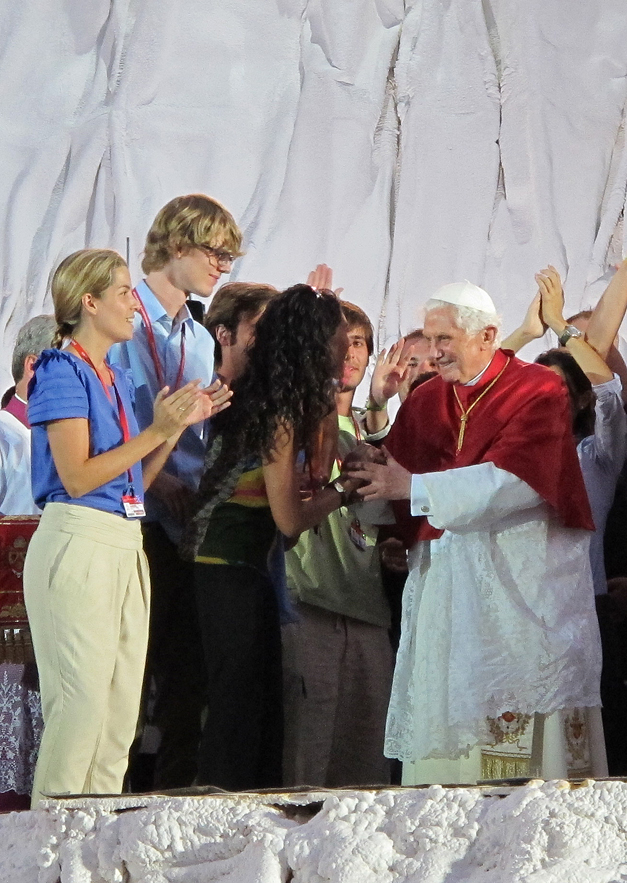
El papa saludando a los jóvenes que le realizaron preguntas durante la celebración.

En sus palabras, "¿cómo puede un joven ser fiel a la fe cristiana y seguir aspirando a grandes ideales en la sociedad actual?". La respuesta, según el pontífice, se encuentra en el evangelio, siendo el propio Jesús quien la respondió: «Como el Padre me ha amado, así os he amado yo; permaneced en mi amor» (Jn 15, 9-17). Así, con el amor de Dios, arraigados en la fe, se encontrará, "aun en medio de contrariedades y sufrimientos, la raíz del gozo y la alegría. La fe no se opone a vuestros ideales más altos, al contrario, los exalta y perfecciona.  Queridos jóvenes, no os conforméis con menos que la Verdad y el Amor, no os conforméis con menos que Cristo."
Benedicto XVI acusó a «la cultura relativista dominante» de renunciar y despreciar en la actualidad la búsqueda de la verdad, que calificó como «la aspiración más alta del espíritu humano». Frente a ello, instó a «proponer con coraje y humildad el valor universal de Cristo, como salvador de todos los hombres y fuente de esperanza para nuestra vida». "Queridos amigos", continuó, "que ninguna adversidad os paralice. No tengáis miedo al mundo, ni al futuro, ni a vuestra debilidad. El Señor os ha otorgado vivir en este momento de la historia, para que gracias a vuestra fe siga resonando su Nombre en toda la tierra", dijo el papa.

### Domingo 21 de agosto, misa en Cuatro Vientos y despedida oficial
Los jóvenes permanecieron en el aeródromo durante toda la noche en la vigilia  hasta el comienzo de la misa durante la mañana. Para esa ocasión, la organización decidió aumentar el espacio habilitado, ya que unas 200.000 personas se quedaron fuera del recinto la noche anterior. El sitio web de Radio Vaticano cifró los asistentes en 2.000.000.
El sumo pontífice llegó a Cuatro Vientos en torno a las 9:20 de la mañana, donde ya le esperaban los reyes de España para saludarle, quienes también estuvieron presentes en la misa. Entre los asistentes, también se encontraban los ministros de Fomento y de Presidencia, José Blanco López y Ramón Jáuregui, la presidenta de la Comunidad de Madrid, Esperanza Aguirre, el alcalde de la ciudad, Alberto Ruiz-Gallardón, el expresidente del Gobierno José María Aznar y su esposa y concejala de Medio Ambiente del Ayuntamiento de Madrid, Ana Botella.

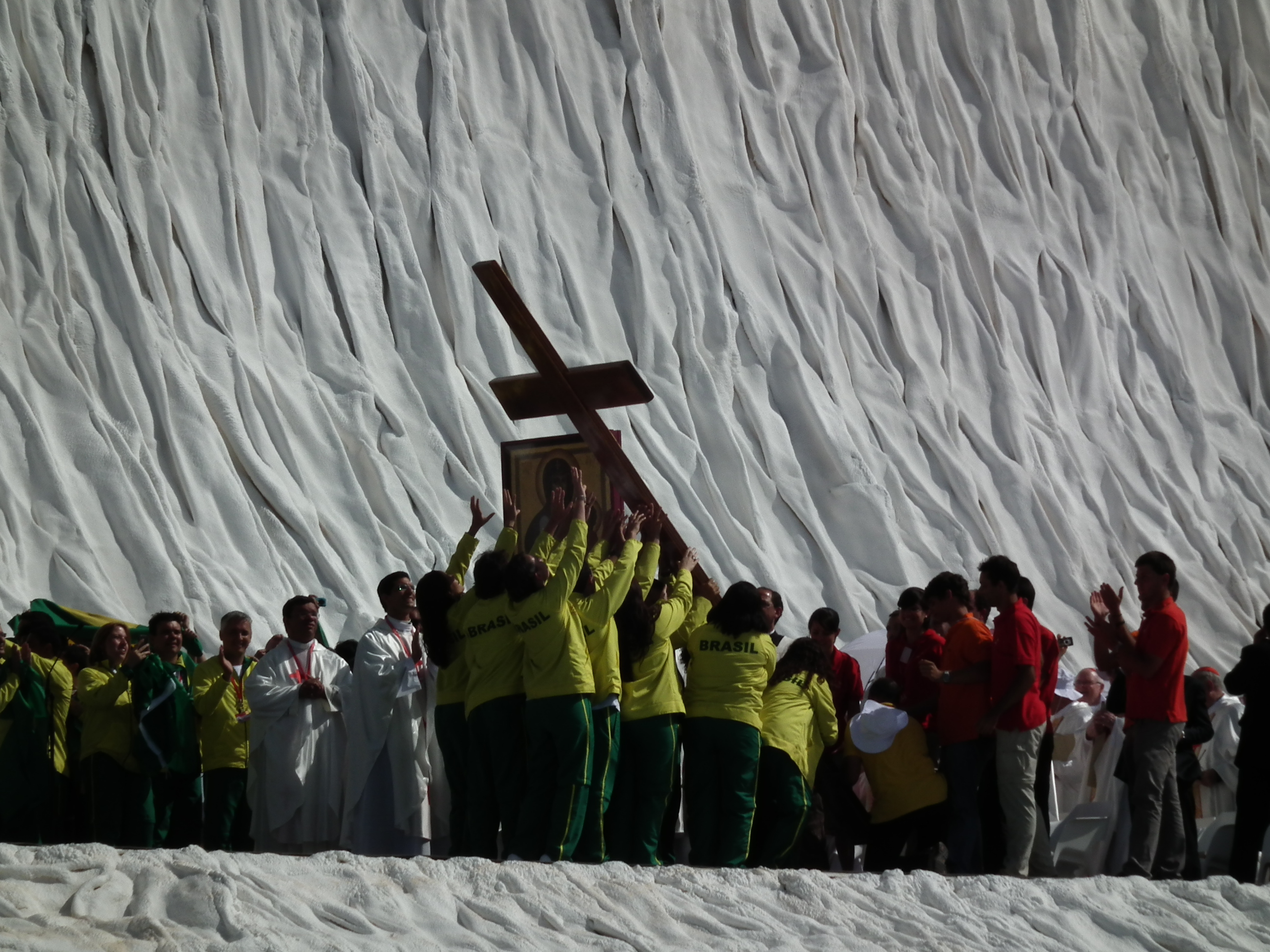
Peregrinos brasileños reciben la Cruz y el Icono de la JMJ de mano de los jóvenes españoles.

La misa dio comienzo con las palabras de bienvenida del cardenal Rouco Varela y de Benedicto XVI a los jóvenes: He pensado en vosotros desde anoche hasta esta mañana", agradeciéndoles el esfuerzo por estar allí después de la vigilia. Durante la homilía, el papa instó a los asistentes a "dar testimonio de su fe en los más diversos ambientes, incluso allí donde hay rechazo o indiferencia".  Afirmó que esta JMJ era una "maravillosa prueba de la fecundidad del mandato de Cristo a la Iglesia: Id al mundo entero y proclamad el Evangelio a toda la creación" siendo "discípulos y misioneros de Cristo en otras tierras y países".
También tuvo palabras para recordar a las víctimas del accidente que sufrió el vuelo 5022 de Spanair, del que se cumplían tres años el día anterior.
Finalmente, el acto terminó con el anuncio de que Río de Janeiro será la ciudad que albergará la próxima Jornada Mundial de la Juventud, en el año 2013.

#### Discurso ante los voluntarios y despedida
Por la tarde, antes de la despedida en el aeropuerto de Madrid Barajas, Benedicto XVI tuvo una reunión ante los 30.000 voluntarios que habían formado parte de la organización del evento, para agradecerles su trabajo. Antes de subir al avión que lo llevaría de regreso a Roma dio su último discurso en el pabellón de Estado ante autoridades, los reyes y algunas personas que habían acercado a la pista. En él aseguró haberse sentido muy cómodo en España, así como los peregrinos, que habían sido "muy bien acogidos" tanto en Madrid como en otras muchas ciudades.

## Otros actos

### Encuentro vocacional
El lunes 21 de agosto, ya terminados los actos oficiales de la JMJ, el Camino Neocatecumenal organizó un encuentro vocacional presidido por Antonio María Rouco Varela, en el cual se congregaron más de 200.000 personas. Al final del mismo se pidieron vocaciones en las cuales 5000 chicos y 3200 chicas se ofrecían para consagrarse, respectivamente, como sacerdotes y como monjas de clausura.

## Adhesiones
La organización del evento distingue entre varias formas de colaboración de empresas y medios informativos: socios, patrocinadores, colaboradores, amigos, media partners y empresas 2011. Estas últimas son empresas que hacen donativos en metálico o en especie de 2011 euros mensuales a la organización.
El evento fue patrocinado, entre otros, por:
- El Corte Inglés
- Banco Santander
- Movistar
- Coca Cola
- Abengoa
- Endesa
- Mutua Madrileña
- Consorcio Regional de Transportes de Madrid

## Cobertura
El 5 de agosto de 2011 se decidió que la empresa encargada para la realización de la señal de este evento sería Overon, propiedad de Mediapro.[cita requerida]
Se acreditaron un total de 4758 medios de comunicación.  Según la organización de la JMJ, para cubrir los cuatro días de las jornadas se acreditaron 434 agencias de información, 708 periódicos, 304 revistas y 366 medios digitales. 2.177 cadenas de televisión, 72 productoras y 697 radios que difundieron el evento en todo el mundo.
La llegada del papa a Madrid fue cubierta en directo por canales de televisión en más de treinta países además de por el canal de YouTube del Vaticano,  teniendo una audiencia de 600 millones de personas en todo el mundo.
En cuanto a la cobertura en España, RTVE ofreció una programación en directo de todos los actos. El canal 13tv se volcó totalmente con la JMJ ya que adaptó radicalmente su programación habitual para que con "El programa más largo del mundo" emitieran todos los actos en directo. "El programa..." tenía un horario de 9:00 a 22:05 únicamente interrumpido por el informativo que también dedicaba una gran parte de su tiempo a estas jornadas.[cita requerida]

## Controversias

### Críticas a la organización del evento
Desde el Foro de Curas, 120 sacerdotes se mostraron críticos con la organización del evento, pero matizaron que ellos no se oponían a la visita del papa ni a la Jornada Mundial de la Juventud, únicamente a la organización, que ha dejado de lado a la Iglesia de base y a las parroquias.

### Críticas a la financiación del evento
Sectores críticos con la JMJ, como Europa Laica e Izquierda Unida denunciaron la provisión de fondos a cargo de entidades públicas (además de la presencia de diversos poderes públicos en los actos papales), oponiéndose a la visita y a la ostentación de poder papal que según ellos supone.
El director financiero de la Jornada, Fernando Giménez Barriocanal, rechazó estas críticas y afirmó que el 70% (39,5 millones de euros) fue costeado por los propios peregrinos y el 30% restante lo fue por entidades privadas. También afirmó que los entes públicos únicamente colaboran en la provisión de los servicios públicos que obligatoriamente deben de garantizarse en cualquier evento de multitudes (como seguridad y limpieza). Según el informe de la consultora PricewaterhouseCoopers, la JMJ supuso para España un beneficio de 354 millones de euros.
De igual manera, también fueron criticados otros aspectos de la sufragación de las jornadas con recursos públicos tales como estos:
- Cesión gratuita a la Conferencia Episcopal Española de centros educativos y otros espacios públicos para el alojamiento de los asistentes por cuyo uso la propia Conferencia Episcopal sí cobra.[98]
- Expedición de abonos de transporte reducidos para los asistentes que suponen un descuento del 80% respecto del precio habitual del abono de turistas,[102] sobre todo al ser días después de una subida del precio del billete sencillo de metro y autobuses. La consejera de Presidencia y Justicia de la Comunidad de Madrid, Regina Plañiol, abrió la puerta a crear abonos similares ante cualquier otro evento multitudinario o cultural,[103] como ya se había hecho anteriormente en la final de la Liga de Campeones 2010 con un descuento del 30% por 30.628 abonos vendidos.[104][105][106] La venta de hasta 600.000 títulos de transporte a la organización de la JMJ supuso un ingreso extra a Metro de Madrid de 5 millones de euros, comparado con los 700 abonos turísticos de agosto del año anterior.[107]
- Deducciones fiscales a las empresas patrocinadoras del evento de entre el 40% y el 90% del dinero invertido.[108] El informe de PriceWaterhouseCoopers sin embargo concluye que los ingresos de IVA alcanzaron los 28,3 millones, frente a los 15,15 que el Estado dejó de percibir por los beneficios fiscales.[109]

#### Manifestación contra el gasto público en el evento

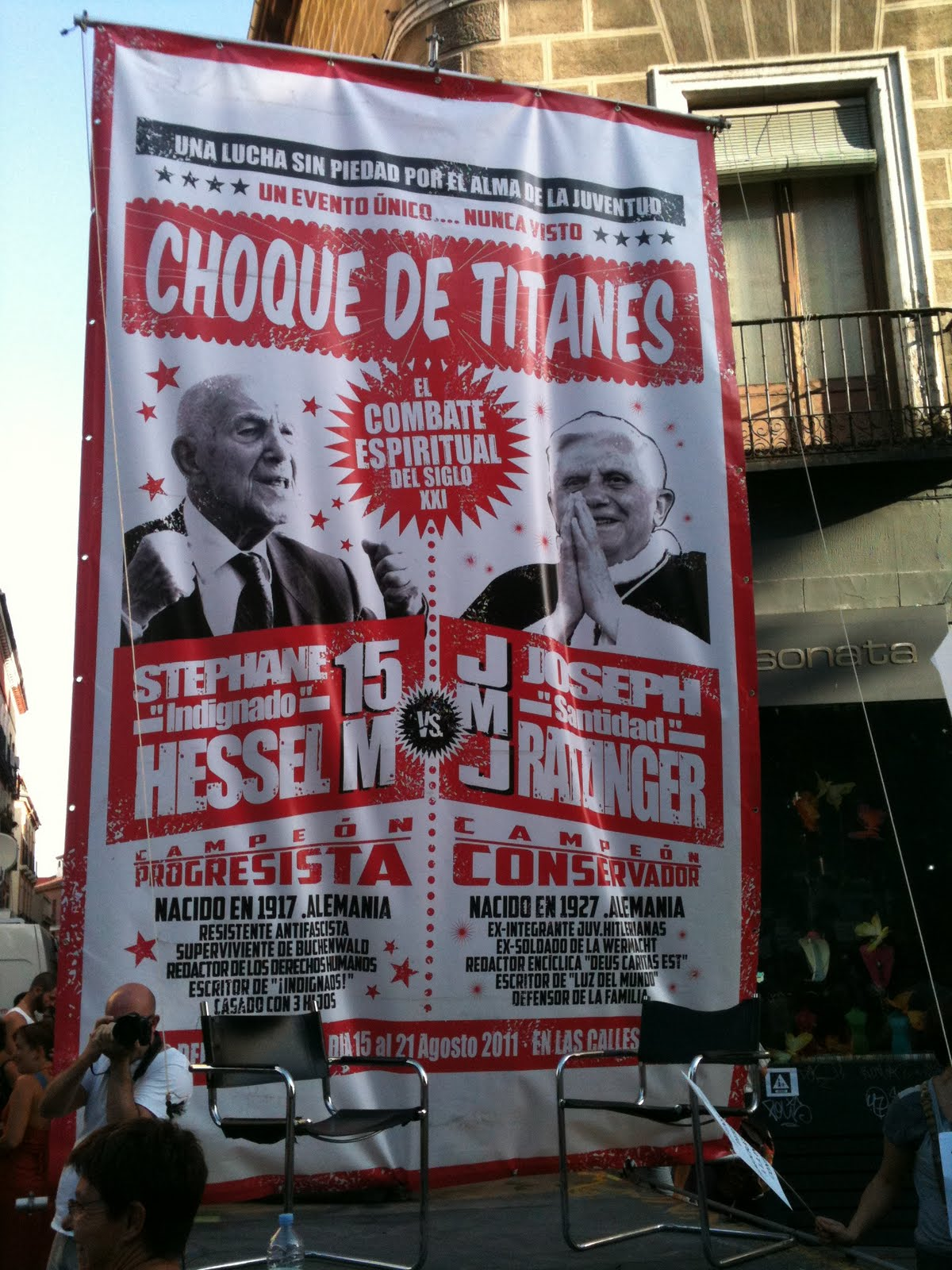
Pancarta realizada por Leo Bassi y mostrada durante la manifestación del día 17. Muestra a Stéphane Hessel y Benedicto XVI como supuestos ideólogos en conflicto, representantes respectivos de una cultura que Bassi estima progresista (la de los indignados del 15-M) y de otra que él considera conservadora (la de la Iglesia católica).

Varias organizaciones laicistas (tales como la Asociación Madrileña de Ateos y Librepensadores y Europa Laica), así como la católica pero laicista Redes Cristianas, convocaron para el miércoles 17 de agosto una manifestación contra el gasto público y la supuesta ostentación en este evento por el centro de Madrid y que terminaría en la Puerta del Sol. Esta manifestación contó con informes desfavorables por parte del Ayuntamiento de Madrid, el Tribunal Superior de Justicia de la Comunidad de Madrid y la Fiscalía. El Gobierno, tras prohibirla inicialmente, cedió ante las presiones de los colectivos que la convocaban
La manifestación fue calificada por la presidenta de la Comunidad de Madrid, Esperanza Aguirre como antipapa, calificativo que fue asumido por la prensa española. El mismo calificativo fue empleado por numerosos medios de comunicación, pero rechazado por los convocantes.
Aguirre expresó el 28 de julio su deseo de que la Delegación del Gobierno no autorizase la marcha. La Delegación del Gobierno de Madrid en un principio rechazó el recorrido inicial, sustituyéndose por nuevo itinerario, aunque finalmente accedió parcialmente a las peticiones de los manifestantes (les negó la terminación en Sol pero les autorizó a pasar por allí).
Las cifras de asistentes al acto fueron discutidas, oscilando entre 3 000 y 15 000 personas. La Policía confirmó 5 000 asistentes. La marcha estuvo marcado por los enfrentamientos verbales y tensiones que tuvieron lugar en la céntrica Puerta del Sol, que se encontraba llena de peregrinos en el momento en que la marcha llegó a la citada plaza. Mientras que la cabecera de la manifestación siguió su camino y pudo concluir sin incidentes, un grupo de los manifestantes y parte de los que allí se encontraban, se enzarzaron en una disputa verbal, en las que se corearon consignas por parte de uno y otro grupo, teniendo que intervenir la policía para separar ambos bandos. Posteriormente, finalizada la manifestación, los disturbios y enfrentamientos entre manifestantes y peregrinos fueron respondidos por la policía impidiendo el paso del público a la plaza. La policía finalmente cargó contra los manifestantes y la jornada terminó con ocho detenidos (uno de ellos con antecedentes policiales) y once heridos leves, tres de ellos miembros de la Policía Municipal.

#### Críticas y denuncias contra los manifestantes
El día 18, el sindicato Manos Limpias presentó una denuncia contra los convocantes de la manifestación al entender que eran los culpables de los incidentes ocurridos y que 20 peregrinos habían sido heridos.
El día 19, el Defensor del menor de la Comunidad de Madrid, abrió una investigación de oficio por las "posibles agresiones o amenazas veladas" a los peregrinos menores de edad que pudieran haber tenido lugar durante el transcurso de la manifestación. La embajada francesa en Madrid respaldó una denuncia de peregrinos provenientes de este país que afirmaron haber sido insultados, amenazados y agredidos al intentar salir de la estación de metro en la Puerta del Sol.

#### Manifestaciones posteriores
Numerosos ciudadanos madrileños, al margen de las organizaciones laicistas, se concentraron el día 18 para protestar contra la violencia policial que, según ellos, fue empleada sin justificación, y para exigir la dimisión de la delegada del Gobierno en Madrid, Dolores Carrión. Esta nueva marcha acabó en Sol, donde hubo nuevos enfrentamientos entre manifestantes y peregrinos y nuevas cargas policiales. El día 19 unas mil personas se volvieron a manifestar contra la violencia policial, pero en esta ocasión la policía impidió que los manifestantes llegasen a Sol como estaba previsto.
El viernes 19 por la mañana el Ministerio del Interior minimizó cualquier incidente que pudiera haber ocurrido, pero esa misma tarde anunció que investigaría si hubo excesos policiales contra los que protestaban.

### Acciones sindicales
Los sindicatos UGT y CCOO convocaron paros de metro y de los servicios del Aeropuerto de Barajas los días 20 y 21 de agosto en protesta por el incumplimiento de la subida de salarios contemplada en el convenio colectivo y por el pago de pluses que consideran arbitrarios por reforzar el servicio durante los eventos.
La dirección del Metro de Madrid consideró que la convocatoria de huelga podía ser ilegal por no respetar el periodo preceptivo de 10 días para su convocatoria. Además, algunos medios nacionales la calificaron de sindicalismo borroka, entendiendo que detrás de la medida se pretendía boicotear la visita del papa.
Finalmente, los sindicatos desconvocaron la huelga.

## Impacto económico
Tres meses después de la Jornada Mundial de la Juventud, la consultoría PriceWaterhouseCoopers publicó un informe estimando que el impacto económico de esta celebración había sido de 354 millones de euros para España, de los cuales 28,3 millones fueron ingresos de IVA, frente a los 15,1 que el Estado no percibió por los beneficios fiscales a las empresas patrocinadoras del evento. El informe destacaba el aumento en pernoctaciones, que subieron en la Comunidad de Madrid un 29% frente al 6,2% del resto de autonomías.
Terminada la visita, el presidente de la Cámara de Comercio de Madrid estimó en 160 millones de euros los beneficios que habían traído estas jornadas a la capital. La Confederación de Comercio de Madrid (COCEM), por su parte, consideró que el impacto económico fue mínimo pero que se dio una buena imagen de Madrid que repercutiría positivamente a largo plazo. La suma de las cifras de negocio aportadas independientemente por cada sector implicado rebajaron entonces la cifra a unos 53 millones de euros.
Según la Asociación Empresarial de Hostelería de la Comunidad de Madrid 'La Viña', se firmaron convenios entre 2.479 restaurantes y la Conferencia Episcopal para el canje de tickets por menús especiales para los asistentes. La facturación total oscilaría entre 32 (según la asociación de hostelería) y 39 millones de euros (según COCEM).
El sector más beneficiado por el evento fue el de la restauración, y sobre todo el de la comida rápida. Asimismo, los hoteles madrileños experimentaron un notable crecimiento del número de ocupaciones, llegando a un 70% en una semana en que lo habitual es un 40%. Según el presidente de la Asociación Hotelera de Madrid, la facturación adicional estaría entre 12 y 15 millones de euros. Sin embargo, otros sectores económicos no registraron beneficios, tales como el del ocio nocturno y especialmente el del taxi. Este último, según el presidente de AGETAXI, fue perjudicado por los cortes de tráfico que se produjeron en la capital española así como por el bajo precio de los abonos de transporte.
Asimismo, las empresas que operan en el aeródromo de Cuatro Vientos denunciaron «pérdidas significativas» de unos 30.000 euros por su cierre durante dos semanas para acoger la misa papal.

## Homenajes posteriores

### Candidatura al Premio Príncipe de Asturias de la Concordia
La presidenta-editora del diario ABC, Catalina Luca de Tena, propuso la Jornada Mundial de la Juventud 2011 como candidata al Premio Príncipe de Asturias de la Concordia. Fue, junto con la Orden de Malta, una de las opciones finalistas a llevarse el galardón, que finalmente fue otorgado a los "héroes de Fukushima", aquellas personas que trabajaron por restablecer la normalidad en la central nuclear de dicha localidad tras el accidente nuclear que sufrió en marzo de 2011.

### Premio de Turismo de la Ciudad de Madrid
El Ayuntamiento de Madrid concedió al Comité Organizador Local de la Jornada Mundial de la Juventud 2011, junto a Patrimonio Nacional, el Premio de Turismo de la Ciudad de Madrid, que se concede con motivo del Día Mundial del Turismo, por “su contribución a la proyección internacional de la ciudad”.
El Consistorio madrileño reconocía así que: "La JMJ trajo a Madrid a un millón y medio de peregrinos, procedentes de 125 países, y a 4500 periodistas que, durante al menos seis días, difundieron los atractivos turísticos de la capital por todo el planeta. Todo complementado por un programa cultural asociado a la cita que mostró la riqueza del patrimonio artístico de la Ciudad de Madrid".

### Premio Efi de Oro a la Eficacia en medios
Convocados por la Asociación Española de Anunciantes, los premios a la Eficacia (EFI) son los primeros galardones en España que se centran en resultados conseguidos gracias a la acción de la comunicación o de los medios, ya sea el objetivo la notoriedad, las ventas u otro tipo de rentabilidad que responda a los objetivos marcados previamente, situando la eficacia como auténtico fin de la actividad publicitaria.
En su edición de 2011 la Jornada Mundial de la Juventud fue galardonada con el Efi de Oro en la categoría de Eficacia en medios. En la misma edición fueron también galardonados campañas como la de "Adéu, Barcelona" de Atrapalo.com; Clara sabor limón de Mixta o la campaña de Internet móvil de Movistar.

### Premio a la Promoción del Transporte Público del Consorcio de Transportes de Madrid
Los Premios a la Promoción del Transporte Público y la Movilidad Sostenible son unos galardones creados por el Consorcio Regional de Transportes de Madrid con motivo de su 25.º aniversario. Tienen como objetivo reconocer actuaciones en pro del transporte público y la movilidad sostenible que han sido llevadas a cabo por personas, empresas e instituciones en el ámbito de la Comunidad de Madrid.
La organización JMJ2011 Madrid – Arzobispado de Madrid, fue galardonada en la primera edición de estos premios en la Categoría especial por la implantación de una movilidad sostenible en el evento. Además en esta misma categoría fueron galardonados el Ayuntamiento de Madrid, por el desarrollo del programa camino escolar seguro en 22 colegios, durante la celebración del evento y Carlos Moreno “El Pulpo” – Cadena Cien, por promocionar el uso del transporte público entre su audiencia.